# Habrobracon nygmiae
Habrobracon nygmiae är en stekelart som beskrevs av Telenga 1936. Habrobracon nygmiae ingår i släktet Habrobracon och familjen bracksteklar. Inga underarter finns listade i Catalogue of Life.